# ホセ・ルイス・ペイショット
ジョゼ・ルイス・マルケス・ペイショット（José Luís Marques Peixoto (ポルトガル語発音: [ˈʒu.ˈzɛ luˈiʃ pɐj.ʃotu]), 1974年9月4日 - ）は、ポルトガル・ポルタレグレ県ガルヴェイアス出身のポルトガル語作家である。

## 経歴
2000年に発表した初長篇『無のまなざし』でジョゼ・サラマーゴ賞を受賞、新世代の旗手として絶賛を受ける。スペインやイタリアの文学賞を受賞するなど、ヨーロッパを中心に世界的に高い評価を受け、『ガルヴェイアスの犬』でポルトガル語圏のブッカー賞とも称されるオセアノス賞（ブラジル）を受賞した。
詩人としても評価が高く、紀行作家としても活躍。作品はこれまで30以上の言語に翻訳されている。現代ポルトガル文学を代表する作家の一人。彼の小説は、20の言語に翻訳され、国際的に高く評価されている。

## 邦訳作品
- 『ガルヴェイアスの犬』木下眞穂 訳、新潮社、新潮クレスト・ブックス、2018年7月